# ノースキャッスル (ニューヨーク州)

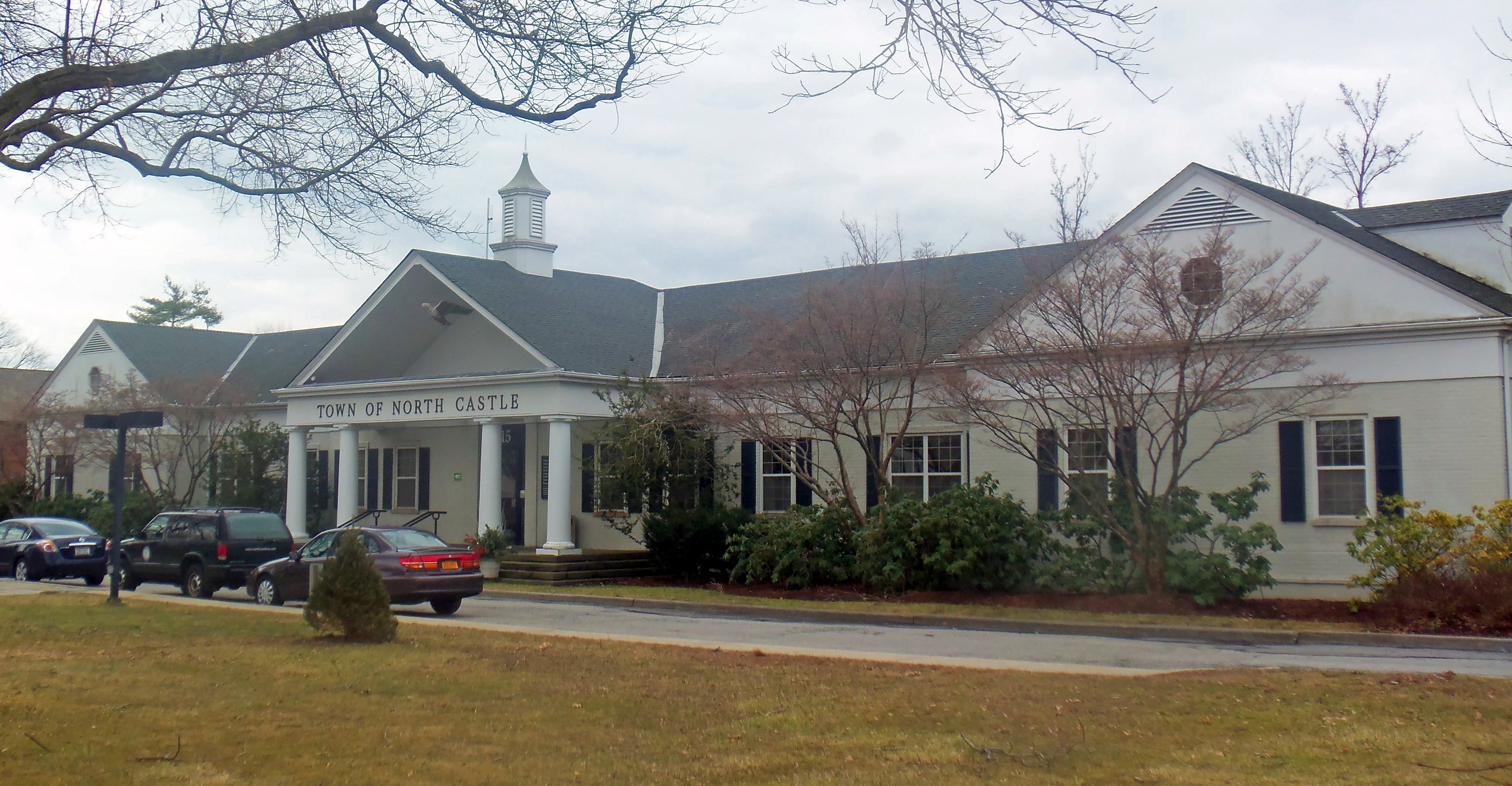
ノースキャッスルの町役場

ウェストチェスター郡内の位置

ノースキャッスル（英語: North Castle）は、アメリカ合衆国ニューヨーク州のウェストチェスター郡にある町。 人口は1万2408人（2020年）。アーモンク、バンクスヴィル、ノース・ホワイトプレインズの3つの集落（hamlet）がある。

## 地理
アメリカ合衆国ニューヨーク州ウェストチェスター郡にある町で、西側はコネチカット州グリニッジに接している。
アメリカ合衆国統計局によると、町の総面積は26.5平方マイル（69平方キロメートル）で、そのうち24.1平方マイル（62キロメートル）は陸地で、2.4平方マイル（6.2キロメートル）、つまり9.06％が水面である。

## 人口統計
2000年の国勢調査では、町には10,849人、3,583世帯、3,002家族がいた。人口密度は1平方マイル（173.9 / 平方キロメートル）あたり450.4人であった 1平方マイル（59.4 / km2）あたり153.9の平均密度で3,706の住宅ユニットがあった。この町の人種的な構成は、白人92.38％、アフリカ系アメリカ人1.76％、先住民0.03％、アジア系3.96％、太平洋諸島系0.05％、その他の人種0.63％、2つ以上の人種1.20％であった。ヒスパニック系またはラテン系の人種は、人口の4.14％であった。
3,583世帯があり、そのうち44.2％が18歳未満の子供と一緒に住んでおり、74.6％が同居している夫婦、6.9％が夫のいない女性世帯主、16.2％が非家族であった。すべての世帯の13.1％は個人で構成されており、5.5％は65歳以上の独身者がいた。平均世帯のサイズは2.99であり、平均家族サイズは3.28だった。
町には人口が分散しており、18歳未満で29.7％、18歳から24歳で4.5％、25歳から44歳で26.8％、45歳から64歳で28.3％、65歳以上が10.7％。年齢の中央値は40歳であった。女性100人に対して男性は97.1人である。18歳以上の女性100人ごとに対して男性は94.7人であった。
町の世帯の平均収入は117,815ドルで、家族の平均収入は141,764ドルであった。男性の収入の中央値は86,950ドルで、女性は49,500ドルであった。町の一人当たりの収入は60,628ドル。家族の約1.0％と人口の3.0％は貧困線以下であった。18歳未満の1.7％と65歳以上の3.4％を含む。

## 集落
ノースキャッスルには3つの異なる地理的地域があり、それぞれが集落（hamlet）になっている。
- アーモンク – 町の中心部にある集落。町役場の所在地であり、主要な町立図書館がある。町のパレードなどはここで行われる。
- バンクスヴィル（Banksville, New York） – 村の東側、コネチカット州の近くにある集落で、「ノースキャッスル東部地区」とも呼ばれる。
- ノース・ホワイトプレインズ – 町の南部にある集落。ケンシコ貯水池ダムの南、ホワイト・プレインズ貯水池の西、ブロンクス川（Bronx River）の東にあるが、名前は一般にケンシコ貯水池の南にあるノースキャッスルの任意部分を指す。エリヤ・ミラー・ハウス（Elijah Miller House）は、1976年に国家歴史登録財に登録された。

注：メトロノース鉄道のノース・ホワイト・プレインズ駅は、地理的にはホワイト・プレインズ町のノース・ホワイトプレインズにある。

## 経済

### IBM本社など
マンハッタンにも比較的近くのどかな環境のため、多くの大手企業がアーモンクを本拠地としている。IBMの本社はアーモンクにあり、CHQ（Corporate Headquarters）と呼ばれるその主要な建物は、1950年代半ばに同社が購入した432エーカーの旧リンゴ園に囲まれた25エーカー（10ヘクタール）の区画にある283,000平方フィート（26,300 平方メートル）のガラスと石の建物である。スイス・リー米国本社は、アーモンクのケンシコ貯水池を見下ろす127エーカーの敷地にある。さらに、学術出版社であるM.E. Sharpもアーモンクに本部を置いている。

### 上位雇用主
ノースキャッスルの年次財務報告書（2011年）によると、町の上位雇用主は次の通り。
| # | 雇用主                              | 従業員数 |
| - | ----------------------------------- | -------- |
| 1 | スイス・リー                        | 665      |
| 2 | IBM                                 | 550      |
| 3 | MBIA                                | 547      |
| 4 | Byram Hills Central School District | 523      |
| 5 | Town of North Castle                | 156      |
| 6 | Carquest                            | 155      |
| 7 | Breezemont Day Camp                 | 154      |
| 8 | Safe Flight                         | 137      |

## 交通
道路は、州間高速道路684号線（Interstate 684）が ニューヨーク州道路22号線（NY 22）と交わる所にアーモンク・インターチェンジがあり、町のダウンタウン（Main Street）、町立図書館などはその東側にある。
鉄道は、メトロノース鉄道のハーレム線のノース・ホワイト・プレインズ駅（地理的にはホワイト・プレインズのノース・ホワイトプレインズにある）を利用して、ニューヨーク市内のグランド・セントラル駅に行ける。
小規模飛行場が、ウェストチェスター・カウンティ空港（Westchester County Airport）として比較的近くに存在する。

## 参照項目
- アーモンク